# Kalkadoon (Sprache)
Die Kalkadoon-Sprache (u. a. auch Kalkutungu, Galgadungu, Kalkutung, Kalkatungu, Galgaduun) ist eine wahrscheinlich ausgestorbene, australische Sprache der Kalkadoon-Aborigines, welche um die Region von Mount Isa in Queensland lebten.

## Klassifikation
Kalkadoon wird, neben der nah verwandten Aborigine-Sprache Wakabunga, oft mit der Yalarnnga-Sprache gemeinsam als Kalkatungu-Sprachuntergruppe der Pama-Nyunga-Sprachfamilie eingestuft. O’Grady et al., klassifiziert die Sprache hingegen als einziges Mitglied der „Kalkatungu-Sprachuntergruppe“ der Pama-Nyunga-Sprachfamilie, und Dixon (2002) bezeichnet die Kalkatungu-Sprachuntergruppe als eine areale Gruppe.

## Phonologie

### Vokale
|      | vorne | hinten |
| ---- | ----- | ------ |
| hoch | i iː  | u uː   |
| tief | a aː  | a aː   |

### Konsonanten
|             | peripheral | peripheral | laminal | laminal  | apical    | apical |
| bilabial    | velar      | palatal    | dental  | alveolar | retroflex |        |
| ----------- | ---------- | ---------- | ------- | -------- | --------- | ------ |
| Plosiv      | p          | k          | c       | t̪        | t         | ʈ      |
| Nasal       | m          | ŋ          | ɲ       | n̪        | n         | ɳ      |
| Lateral     |            |            | ʎ       | l̪        | l         | ɭ      |
| Vibrant     |            |            |         |          | r1        |        |
| Approximant | w          | w          | j       |          | ɻ         | ɻ      |

1 = Es ist nicht klar, ob die Anschläge einmalig oder mehrfach sind.

## Betonung
In der Kalkadoon-Sprache drückt sich Betonung in Form von Lautstärke aus. Die Satzbetonung wird ähnlich wie im Englischen organisiert, wobei die erste Silbe im letzten Wort einer phonologischen Phrase die meiste Betonung erhält. Zudem wird, wenn es in einer Phrase mehr als zwei Wörter gibt, der ersten Silbe des ersten Wortes mehr Betonung gegeben als dem Wort, welches nicht am Ende kommt.

## Zeichensprache
Kendon (1988) zeigt in seiner Arbeit, dass die Kalkadoon auch eine gebärdensprachliche Form ihrer Sprache entwickelt haben.

## Grammatik

### Nomen

#### Fälle
Die Kalkadoon-Sprache hat 6 Fälle.
| Name      | Nutzung                                                    | Beispiel  | Deutsche Übersetzung                 |
| --------- | ---------------------------------------------------------- | --------- | ------------------------------------ |
| Nominativ | wer oder was                                               | maa       | Essen                                |
| Ergativ   | Das handelnde Wort im Satz bzw. womit (siehe Instrumental) | maathu    | das Essen bzw. mit dem Essen         |
| Lokativ   | wo bzw. mit wem/was zusammen                               | maatha    | im Essen bzw. zusammen mit dem Essen |
| Dativ     | wessen für wen/was                                         | maatji    | des Essens; für das Essen            |
| Ablativ   | woher                                                      | maathangu | vom Essen (her)                      |
| Allativ   | wohin                                                      | maatjinha | zum Essen (hin)                      |

##### Bildung der Fälle
Ein Fall wird im Kalkatungu durch das Anhängen einer Nachsilbe (Suffix) gebildet. 

Ergativ: Der Ergativ ist der komplexeste Fall.

- Familienmitglieder, die auf u enden: -yu (z. B. martu (Mutter) → martuyu)
- Familienmitglieder, die auf a oder i enden: -i (z. B. kurla (Vater) → kurlai)
- Zweisilbige Nomen mit Nasal(m, n, ng), Stopplaut (p, t, k) und Vokal am Ende: -ku (z. B. kunka (Stock) → kunkaku)
- sonstige zweisilbige Nomen, die auf einen Vokal enden: -ngku (z. B. kupu (Spinne) → kupungku)
- Nomen mit mehr als zwei Silben: -thu (z. B. matjumpa (Känguru) → matjumathu)
- Nomen, die auf n enden: -tu (z. B. kalpin (junger Mann) → Kalpintu)
- Nomen, die auf t enden: t wird durch -rtu ersetzt (z. B. Utingat (Emu) → Utingartu)
- Nomen, die auf yn enden: yn wird durch ntju ersetzt (z. B. Mulpiyn (Papagei) → Mulpintju)

Lokativ:

- Nomen mit mehr als zwei Silben und einer vokalen Endung: -thi (z. B. Paimarra (Cloncurry) → Paimarrathi)
- alle anderen Nomen: -pia (z. B. Nhaut (Kind) → Nhautpia)

Dativ:

- Nomen, die auf einen Konsonanten enden: -ku (z. B. Kalpin (junger Mann) → Kalpinku)
- Nomen, die auf einen Vokal enden: Wiederholung des Vokals am Ende (z. B. Kurla (Vater) → Kurlaa)

Allativ:

-nha wird an die Dativform des Nomens angehängt (z. B. Taun (Stadt) → Taunku (siehe Dativ) → Taunkunha)

Ablativ:

-ngu wird an die Lokativform des Nomens angehängt (z. B. Paimarra (Cloncurry) → Paimarrathi (siehe Lokativ) → Paimarrathingu)

Alle restlichen Formen werden wie in der oben stehenden Tabelle gebildet.

#### Transkriptionen
Für einige Nomen gab es vor der Ankunft der Briten keine Bezeichnungen, z. B. für Lebewesen, die nicht in ihrem Gebiet lebten. Aus diesem Grund wurden Wörter aus der englischen Sprache übernommen, die der Kalkatungu-Aussprache entsprechen.
Beispiele:

„thuku“ (Hund) vom englischen „dog“ 

„kiki“ (Kuchen) vom englischen „cake“ 

„taun“ (Stadt) vom englischen „town“

### Verben
Man unterscheidet im Kalkadoon zwischen transitiven und intransitiven Verben. Bei den intransitiven Verben ist offensichtlich, wer die Handlung ausführt, weshalb keine Ergativkonjugation des Handelnden nötig ist. Die Verben werden mithilfe von Suffixen gebildet. Es werden einzig Modus und Tempus konjugiert, nicht etwa Numerus oder Genus.
Beispiele für transitive Verben sind: itjai (beißen), unpii (nehmen), ngkai (schicken). Hier wird deutlich, dass sich die handelnde Person nicht aus dem Kontext erschließen lässt, weshalb der Ergativ benötigt wird.
Beispiele für intransitive Verben sind: ara (hineingehen), thuna (rennen), watharra (herauskommen). Hier wird deutlich, dass sich die handelnde Person aus dem Kontext erschließen lässt, weshalb der Nominativ nötig ist.
Das Beispiel hier ist das intransitive Verb „ara“ (gehen).
| Modus/Tempus  | Suffix                      | Beispiel                  | Deutsche Übersetzung                   |
| ------------- | --------------------------- | ------------------------- | -------------------------------------- |
| Präsens       | kein Suffix                 | Thuat tjaa ntuuka ara.    | Die Schlange geht in das Loch.         |
| Vergangenheit | -nha                        | Thuat tjaa ntuuka aranha. | Die Schlange ging in das Loch.         |
| Zukunft       | -mi                         | Thuat tjaa ntuuka arami.  | Die Schlange wird in das Loch gehen.   |
| Potentialis   | -mia                        | Thuat tjaa ntuuka aramia. | Die Schlange könnte in das Loch gehen. |
| Imperativ     | -ya nach a oder u -a nach i | Ntuuka araya!             | Geh in das Loch!                       |

#### Ausnahmen
Einige Ausnahmefälle sind bei besonderen Verben vorgegeben. Als wichtigste Ausnahme gilt das Verb „haben“: -yan/-aan/-an an das Nomen anhängen, das besessen wird (z. B. yuku (Speer) → yukuyan = einen Speer haben).

### Adjektive
Adjektive verhalten sich im Kalkadoon genauso wie Nomen. Diese werden an das Nomen gehängt und nicht dekliniert.

### Pronomen
Die Pronomen im Kalkadoon werden unabhängig von den Kasusbildungsregeln für die Nomen gebildet. Die Bedeutung ist allerdings gleich. Für jeden Fall gibt es je einen Pronom.

#### Personalpronomen
Es gibt bei den Personalpronomen im Kalkadoon 3 Numeri, nämlich Singular, Dual und Plural. Für die Geschlechter gibt es keine eigenen Personalpronomen, dies wird meist durch den Kontext klar.
| Fall      | Ich         | Du           | Er/Sie/Es     | Wir (2)       | Ihr (2)      | Sie (2)     | Wir (2+)     | Ihr (2+)     | Sie (2+)     |
| --------- | ----------- | ------------ | ------------- | ------------- | ------------ | ----------- | ------------ | ------------ | ------------ |
| Nominativ | Ngai        | Nyini        | Lhaa/ Pakai   | Ngalhi        | Mpaya        | Puyu        | Ngata        | Nhutu        | Thina        |
| Ergativ   | Ngathu      | Nyinti       | Lhii          | Ngalhii       | Mpayai       | Puyuyu      | Ngatai       | Nhutuyu      | Thinai       |
| Lokativ   | Ngaingu     | Nyiningu     | Alhangu       | Ngalhingu     | Mpayangu     | Puyungu     | Ngatangu     | Nhutungu     | Thinangu     |
| Dativ     | Ngatji      | Nyunku       | Alhaa/ Pakaya | Ngalhii       | Mpayaa       | Puyuu       | Ngataa       | Nhutuu       | Thinaa       |
| Allativ   | Ngatjinha   | Nyunkunha    | Alhaanha      | Ngalhiinha    | Mpayaanha    | Puyuunha    | Ngataanha    | Nhutuunha    | Thinaanha    |
| Ablativ   | Ngainguangu | Nyininguangu | Alhanguangu   | Ngalhinguangu | Mpayanguangu | Puyunguangu | Ngatanguangu | Nhutunguangu | Thinanguangu |

#### Demonstrativpronomen
Die Demonstrativpronomen haben dieselben Numeri wie die Personalpronomen und werden untergliedert in drei Entfernungsgraden: etwas bei dem Sprecher, etwas bei dem Angesprochenen und etwas, das weder beim Sprecher, noch beim Angesprochenen ist.
| Fall      | Dieses (bei Sprecher) | Dieses (bei Angesprochenem) | Jenes (von Sprecher und Angesprochenem weiter weg) | Diese 2 (bei Sprecher) | Diese 2 (bei Angesprochenem) | Jenes (von Sprecher und Angesprochenem weiter weg) | Diese 2+ (bei Sprecher) | Diese 2+ (bei Angesprochenem) | Jene 2+ (von Sprecher und Angesprochenem weiter weg) |
| --------- | --------------------- | --------------------------- | -------------------------------------------------- | ---------------------- | ---------------------------- | -------------------------------------------------- | ----------------------- | ----------------------------- | ---------------------------------------------------- |
| Nominativ | Tjaa                  | Nhaa                        | Paa                                                | Tjaawatikaya           | Nhaawatikaya                 | Paawatikaya                                        | Tjaamiakaya             | Nhaamiakaya                   | Paamiakaya                                           |
| Ergativ   | Tjipai                | Nhai                        | Pai                                                | Tjaawatikayarlu        | Nhaawatikayarlu              | Paawatikayarlu                                     | Tjaamiakayarlu          | Nhaamiakayarlu                | Paamiakayarlu                                        |
| Lokativ   | Tjangkaathi           | Nhangu                      | Pangithi                                           | Tjaawatikayangu        | Nhaawatikayangu              | Paawatikayangu                                     | Tjaamiakayangu          | Nhaamiakayangu                | Paamiakayangu                                        |
| Dativ     | Tjipaa                | Nhau                        | Pau                                                | Tjaawatikayaa          | Nhaawatikayaa                | Paawatikayaa                                       | Tjaamiakayaa            | Nhaamiakayaa                  | Paamiakayaa                                          |
| Allativ   | Tjipaanha             | Nhaunha                     | Paunha                                             | Tjaawatikayaanha       | Nhaawatikayaanha             | Paawatikayaanha                                    | Tjaamiakayaanha         | Nhaamiakayaanha               | Paamiakayaanha                                       |
| Ablativ   | Tjangkayangu          | Nhanguwangu                 | Pangu                                              | Tjaawatikayanguwangu   | Nhaawatikayanguwangu         | Paawatikayanguwangu                                | Tjaamiakayanguwangu     | Haamiakayanguwangu            | Paamiakayanguwangu                                   |

#### Interrogativpronomen
Es gibt im Kalkadoon drei Arten von Fragewörtern, nämlich für die Person (z. B. Wer?), für die Sache (z. B. Was?) und für den Ort (z. B. Wo?).
| Fall      | Wer?          | Was?        | Wo?           |
| --------- | ------------- | ----------- | ------------- |
| Nominativ | Nhani         | Nhaka       | (nicht nötig) |
| Ergativ   | Nhantu        | Nhakathu    | (nicht nötig) |
| Lokativ   | Nhaningu      | Nhakathi    | Arrakathi     |
| Dativ     | Nhanku        | Nhakaa      | (nicht nötig) |
| Allativ   | Nhankunha     | Nhakaanha   | Arrakanhi     |
| Ablativ   | Nhaninguwangu | Nhakathingu | Arrakangu     |